# Civry-la-Forêt
Civry-la-Forêt är en kommun i departementet Yvelines i regionen Île-de-France i norra Frankrike. Kommunen ligger i kantonen Houdan som tillhör arrondissementet Mantes-la-Jolie. År 2022 hade Civry-la-Forêt 369 invånare.

## Befolkningsutveckling
Antalet invånare i kommunen Civry-la-Forêt
| Referens: INSEE |